# Paul Jasper
Dr Paul Jasper – niemiecki strzelec, medalista mistrzostw świata.
Podczas swojej kariery Paul Jasper zdobył jeden medal na mistrzostwach świata. Został drużynowym brązowym medalistą w pistolecie szybkostrzelnym z 25 m na turnieju w 1937 roku (skład zespołu: Fritz Bucherer, Hans Funck, Walter Hartwig, Paul Jasper, Cornelius van Oyen).
Był związany z Wernshausen, w 1941 roku uzyskał drugi wynik w pistolecie szybkostrzelnym podczas mistrzostw Niemiec (przegrał z Corneliusem van Oyenem i miał taki sam wynik jak Karl Hoffmann z Berlina).

## Medale mistrzostw świata
Opracowano na podstawie materiałów źródłowych:
| Mistrzostwa   | Konkurencja                              | Wynik           | Miejsce |
| ------------- | ---------------------------------------- | --------------- | ------- |
| Helsinki 1937 | Pistolet szybkostrzelny, 25 m, drużynowo | 97 pkt. (druż.) |         |